# Cameron Jerome
Cameron Jerome, född 14 augusti 1986 i Huddersfield, West Yorkshire, är en engelsk före detta fotbollsspelare.

## Karriär
Den 16 januari 2018 värvades Jerome av Derby County, där han skrev på ett 1,5-årskontrakt.
Den 31 augusti 2018 värvades Jerome av turkiska Göztepe. Den 9 oktober 2020 värvades han av Milton Keynes Dons. Den 18 juni 2021 värvades Jerome av Luton Town.
Den 27 januari 2023 värvades Jerome av League One-klubben Bolton Wanderers, där han skrev på ett 1,5-årskontrakt. I december 2024 meddelade Jerome att han avslutade sin fotbollskarriär.